# 便宜
| ウィキペディアには「便宜」という見出しの百科事典記事はありません（タイトルに「便宜」を含むページの一覧/「便宜」で始まるページの一覧）。 代わりにウィクショナリーのページ「便宜」が役に立つかもしれません。 |